# Maison Howard
La maison Howard est une famille de l'aristocratie britannique.
La famille Howard possède le titre principal de comte d’Arundel puis de duc de Norfolk pour l’aîné de la branche ainée nommée Fitz Alan Howard.
Le titre de comte de Suffolk pour la première branche cadette, et le titre de comte Carlisle pour la seconde branche cadette. En tout six membres actuels de la famille Howard sont lord en titre.
Le duc de Norfolk exerce aussi la fonction de comte-maréchal.

Armes de la famille Howard

## Généalogie
- Philip Howard, 13e comte d'Arundel (1557-1595)
  -  Thomas Howard, 14e comte d'Arundel (1586-1646)
    -  Henry Howard, 15e comte d'Arundel (1608-1652)
      -  Thomas Howard, 5e duc de Norfolk (1627-1677)
      -  Henry Howard, 6e duc de Norfolk (1628-1684)
        -  Henry Howard, 7e duc de Norfolk (1655-1701)
        - Lord Thomas Howard (1662-1689)
          -  Thomas Howard, 8e duc de Norfolk (1683-1732)
          -  Edward Howard, 9e duc de Norfolk (1686-1777)

      - Charles Howard of Greystoke (1630-1713)
        - Henry Charles Howard (1668–1720)
          -  Charles Howard, 10e duc de Norfolk (1720-1786)
            -  Charles Howard, 11e duc de Norfolk (1746-1815)

      - Bernard Howard of Glossop (1641-1717)
        - Bernard Howard II of Glossop (1674-1735)
          - Henry Howard of Glossop (1713-1787)
            -  Bernard Howard, 12e duc de Norfolk (1765-1842)
              -  Henry Howard, 13e duc de Norfolk (1791-1856)
                -  Henry Fitzalan-Howard, 14e duc de Norfolk (1815-1860)
                  -  Henry Fitzalan-Howard, 15e duc de Norfolk (1847-1917)
                    -  Bernard Fitzalan-Howard, 16e duc de Norfolk (1908-1975)

                -  Edward Fitzalan-Howard (1er baron Howard de Glossop) (1818-1883)
                  -  Francis Edward Fitzalan-Howard, 2nd Baron Howard of Glossop (1859-1924)
                    -  Bernard Fitzalan-Howard, 3rd Baron Howard of Glossop (1885-1972)
                      -  Miles Fitzalan-Howard, 17e duc de Norfolk (1915-2002)
                        -  Edward Fitzalan-Howard, 18e duc de Norfolk (né en 1956)
                          - (1)Henry Fitzalan-Howard, Earl of Arundel (b. 1987)
                          - (2) Lord Thomas Fitzalan-Howard (b. 1992)
                          - (3) Lord Philip Fitzalan-Howard (b. 1996)

                        - (4) Lord Gerald Bernard Fitzalan-Howard (b. 1962)
                          - (5) Arthur Fitzalan-Howard (b. 1991)

                      - Lord Michael Fitzalan-Howard (1916-2007)
                        - (6) Thomas Michael Fitzalan-Howard (b. 1952)
                          - (7) Edward Michael Fitzalan-Howard (b. 1979)
                          - (8) Francis Samir Fitzalan-Howard (b. 2003)

                        - (9) Richard Andrew Fitzalan-Howard (b. 1953)
                          - (10) Frederick Peter Fitzalan-Howard (b. 1996)

                        - (11) Henry Julian Nicholas Fitzalan-Howard (b. 1954)
                          - (12) George Henry Fitzalan-Howard (b. 1991)
                          - (13) Luke Valentine Fitzalan-Howard (b. 1996)
                          - (14) Milo Nicholas Fitzalan-Howard (b. 1996)

                        - (15) Alexander Rupert Fitzalan-Howard (b. 1964)
                          - (16) William John Fitzalan-Howard (b. 1995)
                          - (17) Edmund Alexander Fitzalan-Howard (b. 1998)
                          - (18) Hugo Michael Fitzalan-Howard (b. 2002)

                      - Lord Martin Fitzalan-Howard (1922-2003)
                        - (19) Philip Bernard Arnold Richard Fitzalan-Howard (b. 1963)

                      - (20) Lord Mark Fitzalan-Howard (b. 1934)

            - Lord Henry Thomas Howard-Molyneux-Howard (1766-1824)
              - Henry Howard (1802-1875)
                - Edward Stafford Howard (1851-1916)
                  - Stafford Vaughan Stepney Howard (1915-1991)
                    - Nicholas Stafford Howard (1937-2008)
                      - (21) Henry James Stafford Howard (b. 1972)
                        - (22) Nicholas Emanuel Stafford Howard (b. 2009)

                    - (23) Murray Bernard Neville Cyprian Howard (b. 1942)
                      - (24) Alexander Philip Wilder Howard (b. 1971)

                - Robert Mowbray Howard (1854-1928)
                  - Henry Ralph Mowbray Howard-Sneyd (1883-1950)
                    - Thomas Henry Gavin Howard-Sneyd (1940-2010)
                      - (25) Henry Lyulph Howard-Sneyd (b. 1965)
                      - (26) Justin Andrew Howard-Sneyd (b. 1996)

                -  Esmé Howard (1er baron Howard de Penrith) (1863-1939)
                  -  Francis Philip Howard, 2nd Baron Howard of Penrith (1905-1999)
                    - (27)  Philip Esme Howard, 3rd Baron Howard of Penrith (b. 1945)
                      - (28) The Honourable Thomas Philip Howard (b. 1974)
                      - (29) The Honourable Michael Barclay Howard (b. 1984)

                    - (30) The Honourable David Francis Howard (b. 1949)
                    - (31) The Honourable William John Howard (b. 1953)

                  - The Honourable Edmund Bernard Carlo Howard (1909-2005)
                    - (32) Esmé Francis Howard (b. 1938)
                      - (33) Dominic William Howard (b. 1964)
                      - (34) Stephen Anthony Howard (b. 1966)
                        - (35) William Edmund Robert Howard (b. 2000)

                      - (36) Edmund Philip Howard (b. 1980)

                    - (37) John Edmund Howard (b. 1940)
                      - (38) Francis Howard (b. 1985)

                    - (39) Anthony Richard Tonino Howard (b. 1947)
                      - (40) Geoffrey John Bernard Howard (b. 1986)
- Thomas Howard, 1st Earl of Suffolk (1561-1626)[1]
  -  Thomas Howard, 1st Earl of Berkshire (1590 - 1669)[2]
    - Colonel The Honourable Philip Howard (1629 - 1717)[3]
      - Captain Charles Howard (b. 1681)[4]
        - Philip Howard (d. 1741)[5]
          -  John Howard, 15th Earl of Suffolk, 8th Earl of Berkshire (1739 - 1820)[6]
            -  Thomas Howard, 16th Earl of Suffolk, 9th Earl of Berkshire (1776 - 1851)
              -  Charles John Howard, 17th Earl of Suffolk, 10th Earl of Berkshire (1804 - 1876)[7]
                -  Henry Charles Howard, 18th Earl of Suffolk, 11th Earl of Berkshire (1833 - 1898)
                  -  Henry Molyneux Howard, 19th Earl of Suffolk, 12th Earl of Berkshire (1877 - 1917)
                    -  Charles Henry George Howard, 20th Earl of Suffolk, 13th Earl of Berkshire (1906 - 1941)[8]
                      - (41)  Michael John James George Robert Howard, 21st Earl of Suffolk, 14th Earl of Berkshire (b. 1935)
                        - (42) Alexander Charles Michael Winston Robsahm Howard, Viscount Andover (b. 1974)
                          - (43) The Honourable Arthur Charles Alexander Howard (b. 2014)

                      - (44) The Honourable Maurice David Henry Howard (b. 1936)
                      - (45) The Honourable Patrick Greville Howard (b. 1940)
                        - (46) Jason Patrick Howard (b. 1968)
                        - (47) Rory Alexander Howard (b. 1970)
                        - (48) Timothy Charles Howard (b. 1973)
                        - (49) Charles Edward Howard (b. 1974)

                - The Honourable Grenville Theophilus Howard (1836 - 1880)[9]
                  - Sir Charles Alfred Howard (1878 - 1958)[9]
                    - Lieutenant Colonel Henry Redvers Greville Howard (1911 - 1978)
                      - (50)  Greville Patrick Charles Howard, Baron Howard of Rising (b. 1941)[10]
                        - (51) The Honourable Thomas Henry Greville Howard (b. 1983)
                        - (52) The Honourable Charles Edward John Howard (b. 1986)
- Lord William Howard (1563 - 1640)[11]
  - Sir Philip Howard (1581 - 1640)[12]
    - Sir William Howard[13]
      -  Charles Howard (1er comte de Carlisle) (avant 1629 - 1684/5)[14]
        -  Edward Howard, 2nd Earl of Carlisle (1646 - 1692)
          -  Charles Howard, 3rd Earl of Carlisle (1669 - 1738)
            -  Henry Howard, 4th Earl of Carlisle (1693 - 1758)
              -  Frederick Howard, 5th Earl of Carlisle (1748 - 1825)[15]
                -  George Howard, 6th Earl of Carlisle (1773 - 1848)
                  - The Honourable Charles Wentworth George Howard (1814 - 1879)
                    -  George James Howard, 9th Earl of Carlisle (1843 - 1911)[16]
                      -  Charles James Stanley Howard, 10th Earl of Carlisle (1867 - 1912)
                        -  Lieutenant-Commander George Josslyn L'Estrange Howard, 11th Earl of Carlisle (1895 - 1963)
                          -  Charles James Ruthven Howard, 12th Earl of Carlisle (1923 - 1994)
                            - (53)  George William Beaumont Howard, 13th Earl of Carlisle (b. 1949)
                            - (54) The Honourable Philip Charles Wentworth Howard (b. 1963)
                              - (55) William Howard (b. before 1997)

                      - The Honourable Oliver Howard (1875 - 1908)[17]
                        - Hubert Arthur George Howard (1901 - 1986)[18]
                          - (56) David Charles Hubert Howard (b. 1940)[19]
                            - (57) Oliver Charles Frederick Howard (b. 1980)

                      - The Honourable Geoffrey William Algernon Howard (1877 - 1935)[20]
                        -  Major George Anthony Geoffrey Howard, Baron Howard of Henderskelfe (1920 - 1984)
                          - (58) The Honourable Nicholas Paul Geoffrey Howard (b. 1952)[21]
                            - (59) George Fulco Geoffrey Howard (b. 1985)

                          - (60) The Honourable Simon Bartholomew Geoffrey Howard (b. 1956)[22]
                            - (61) Merlin Jasper Geoffrey Howard (b. 2002)

                          - (62) The Honourable Anthony Michael Geoffrey Howard (b. 1958)

                - Major The Honourable Frederick Howard (1785 - 1815)[23]
                  - Frederick John Howard (1814 - 1897)[24]
                    - Frederick Compton Howard (1847 - 1909)[25]
                      - Richard Fitzroy Howard (1879 - 1962)[26]
                        - (63) George William Howard (b. 1924)[27]

                    - Gerald Richard Howard (1853 - 1945)[28]
                      - Bertram Marcus Howard (1890 - 1970)[29]
                        - (64) Michael Cavendish Howard (b. 1926)[30]

  - Sir Francis Howard (1588 - 1660)[31]
    - William Howard (d. 1708)[32]
      - Thomas Howard (d. 1740)
        - Philip Howard (1730 - 1810)[33]
          - Henry Howard (1757 - 1842)[34]
            - Sir Henry Francis Howard (1809 - 1898)[35]
              - Sir Henry Howard (1843 - 1921)[36]
                - George Howard (1869 - 1919)[37]
                  - Captain Henry Howard (1907 - 1955)[38]
                    - (65) George Howard (b. 1944)[39]

                - Commander Henry Mowbray Howard (1873 - 1953)[40]
                  - Captain Henry Edmund Howard (1923 - 1999)[41]
                    - (66) Henry Colin Francis Howard (b. 1947)[42]
                      - (67) Thomas William Howard (b. 1977)
                      - (68) Charles Philip Howard (b. 1979)